# Marsaneix
Marsaneix [maʁsanɛ] est une ancienne commune française située dans le département de la Dordogne, en région Nouvelle-Aquitaine.
Au 1er janvier 2017, elle fusionne avec Breuilh et Notre-Dame-de-Sanilhac pour former la commune nouvelle de Sanilhac.

## Géographie

### Généralités
La commune déléguée de Marsaneix fait partie de la commune nouvelle de Sanilhac. Elle est incluse dans l'aire d'attraction de Périgueux.
Le village de Marsaneix est implanté onze kilomètres au sud-est de Périgueux, entre Atur et Lacropte, un peu à l'écart de la route départementale 2.

### Communes limitrophes

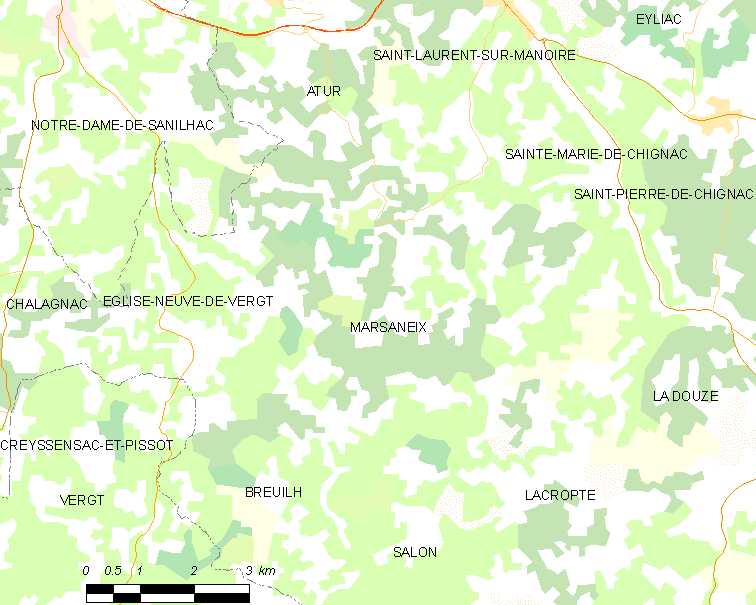
Carte de Marsaneix et des communes avoisinantes en 2015, avant la création de la commune nouvelle de Boulazac Isle Manoire.

En 2016, année précédant la création de la commune nouvelle de Sanilhac, Marsaneix était limitrophe de huit autres communes, dont La Douze à l'est par un quadripoint.
| Notre-Dame-de-Sanilhac | Boulazac Isle Manoire | Sainte-Marie-de-Chignac |
| Église-Neuve-de-Vergt  | Marsaneix             | La Douze                |
| Breuilh                | Salon                 | Lacropte                |

## Urbanisme

### Villages, hameaux et lieux-dits
Outre le bourg de Marsaneix proprement dit, le territoire se compose d'autres villages ou hameaux, ainsi que de lieux-dits :
- Baconaille
- Bas Martel
- la Berthomarie
- les Bigoureix
- les Boneix
- le Bordierage
- la Borie
- le Bos de Portas
- Bouyssour
- les Bruladits
- la Cellerie
- la Chambéronie
- Chantegrel
- Charapy
- le Château sans Tour
- Château Soleil
- Chatre
- Combalou
- la Côte
- les Croix de Martel
- la Croix Neuve
- Étang de Bouyssour
- Font Rouquette
- les Forêts
- la Fosse
- le Grand Clos
- la Grande Maison
- la Guillaumie
- le Lac Arnaud
- Lassalet
- Lauberterie
- Leyteyrie
- Maine Beau
- Maison Neuve
- la Marégie
- Martel
- la Papussonne
- le Pey
- la Peyre
- la Peyre[Note 1]
- la Pierre Blanche
- Point du Jour
- Pomarède
- Pouchouneix
- Pouclaret
- Puygauthier
- le Redourlou
- la Robertie Basse
- la Robertie Haute
- les Rouquettes
- Terrasse
- Teulet
- la Tuilière
- les Tuilières de Bouyssour.

## Toponymie
En occitan, la commune porte le nom de Marçanés ou Marsanés.

## Histoire
Anciennes dénominations : 
- Marsanes, au XVIIe siècle sur l'Atlas du Royaume de France de Johannes Blaeu,
- Marchaneix en 1793 au bulletin des lois de l'An II[3].

Le 18 juillet 1944, à la suite d'une dénonciation, les maquisards du groupe Rasquin sont attaqués par les Allemands au lieu-dit Martel, dans la partie sud de la commune ; neuf résistants y sont tués et un seul d'entre eux, blessé, réussit à fuir.
Au 1er janvier 2017, Marsaneix fusionne avec Breuilh et Notre-Dame-de-Sanilhac pour former la commune nouvelle de Sanilhac dont la création a été entérinée par l'arrêté du 26 septembre 2016, entraînant la transformation des trois anciennes communes en « communes déléguées ».

## Politique et administration

### Administration municipale
La population de la commune étant comprise entre 500 et 1 499 habitants au recensement de 2011, quinze conseillers municipaux ont été élus en 2014,. Ceux-ci sont membres d'office du  conseil municipal de la commune nouvelle de Sanilhac, jusqu'au renouvellement des conseils municipaux français de 2020.

### Liste des maires
| Période                                  | Période       | Identité               | Étiquette | Qualité                            |
| ---------------------------------------- | ------------- | ---------------------- | --------- | ---------------------------------- |
| Les données manquantes sont à compléter. |               |                        |           |                                    |
|                                          |               |                        |           |                                    |
| ?                                        | juin 1888     | Jean Perot             |           |                                    |
| juin 1888                                | août 1890     | Léonard Eugène Négrier |           |                                    |
| août 1890                                | octobre 1890  | Germain Serre          |           | Adjoint faisant fonctions de maire |
| octobre 1890                             | juin 1896     | Charles Négrier        |           |                                    |
| juin 1896                                | mai 1908      | Antoine Roubenne       |           |                                    |
| mai 1908                                 | mai 1925      | Paul Jeannet           |           |                                    |
| mai 1925                                 | mai 1929      | Léon Marty             |           |                                    |
| mai 1929                                 | 1944          | Pierre Léon Marty      |           |                                    |
| 1944                                     | mars 1971     | Charles Boissavy       |           |                                    |
| mars 1971                                | mars 2001     | Marc Boissavy          | PS        |                                    |
| mars 2001                                | décembre 2016 | Christian Laroche      | PS        | Retraité de La Poste               |

| Période      | Période      | Identité     | Étiquette | Qualité   |
| ------------ | ------------ | ------------ | --------- | --------- |
| janvier 2017 | juillet 2020 | ?            |           |           |
| juillet 2020 | En cours     | Éric Réquier |           | Volailler |

### Jumelages

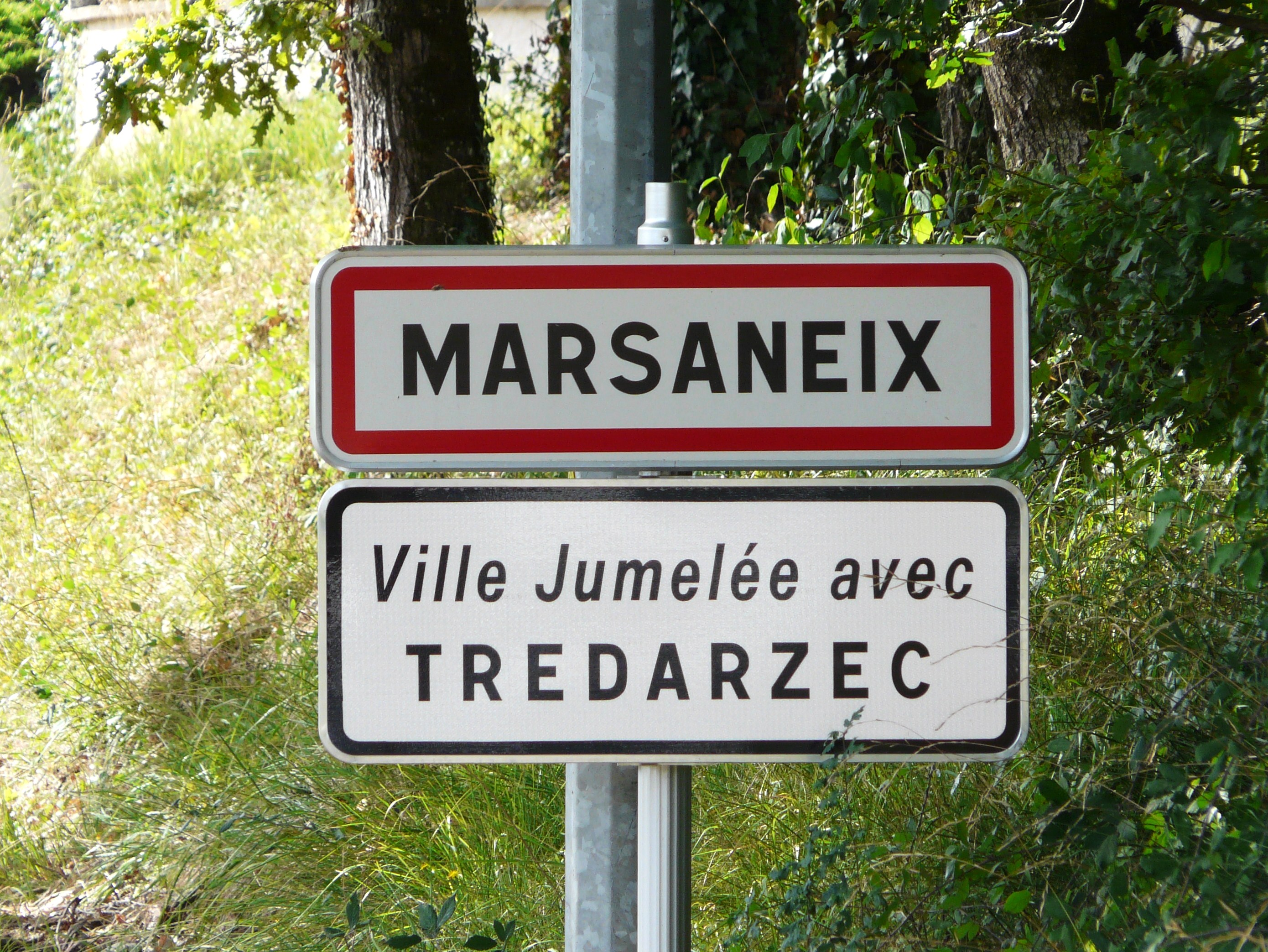
Panneau de jumelage avec Trédarzec.

- Trédarzec (Côtes-d'Armor) (France) depuis 2015[11].

## Population et société

### Démographie
Les habitants de Marsaneix se nomment les Marsaneixois.
En 2016, dernière année en tant que commune indépendante, Marsaneix comptait 1 103 habitants. À partir du XXIe siècle, les recensements des communes de moins de 10 000 habitants ont lieu tous les cinq ans (2004, 2009, 2014 pour Marsaneix). Depuis 2006, les autres dates correspondent à des estimations légales.
Au 1er janvier 2022, la commune déléguée de Marsaneix compte 1 156 habitants.
| 1793 | 1800 | 1806 | 1821  | 1831 | 1836 | 1841  | 1846 | 1851  |
| ---- | ---- | ---- | ----- | ---- | ---- | ----- | ---- | ----- |
| 694  | 660  | 758  | 1 103 | 984  | 912  | 1 012 | 963  | 1 005 |

| 1856 | 1861 | 1866 | 1872 | 1876 | 1881 | 1886 | 1891 | 1896 |
| ---- | ---- | ---- | ---- | ---- | ---- | ---- | ---- | ---- |
| 977  | 954  | 922  | 851  | 876  | 867  | 858  | 818  | 747  |

| 1901 | 1906 | 1911 | 1921 | 1926 | 1931 | 1936 | 1946 | 1954 |
| ---- | ---- | ---- | ---- | ---- | ---- | ---- | ---- | ---- |
| 702  | 716  | 715  | 600  | 593  | 594  | 607  | 528  | 505  |

| 1962 | 1968 | 1975 | 1982 | 1990 | 1999 | 2004 | 2009  | 2014  |
| ---- | ---- | ---- | ---- | ---- | ---- | ---- | ----- | ----- |
| 492  | 476  | 459  | 585  | 726  | 786  | 882  | 1 027 | 1 096 |

| 2016  | - | - | - | - | - | - | - | - |
| ----- | - | - | - | - | - | - | - | - |
| 1 103 | - | - | - | - | - | - | - | - |

### Manifestations culturelles et festivités
- Fête de l'âne au mois de mai, chaque année depuis 2001 (19e édition en 2019[16]).
- Fête votive fin août/début septembre, le premier week-end après la Saint-Gilles[17].

## Économie
Les données économiques de Marsaneix sont incluses dans celles de la commune nouvelle de Sanilhac.

## Culture locale et patrimoine

### Lieux et monuments
- Église Saint-Gilles, fin XIXe siècle, début XXe siècle, de style néo-roman.

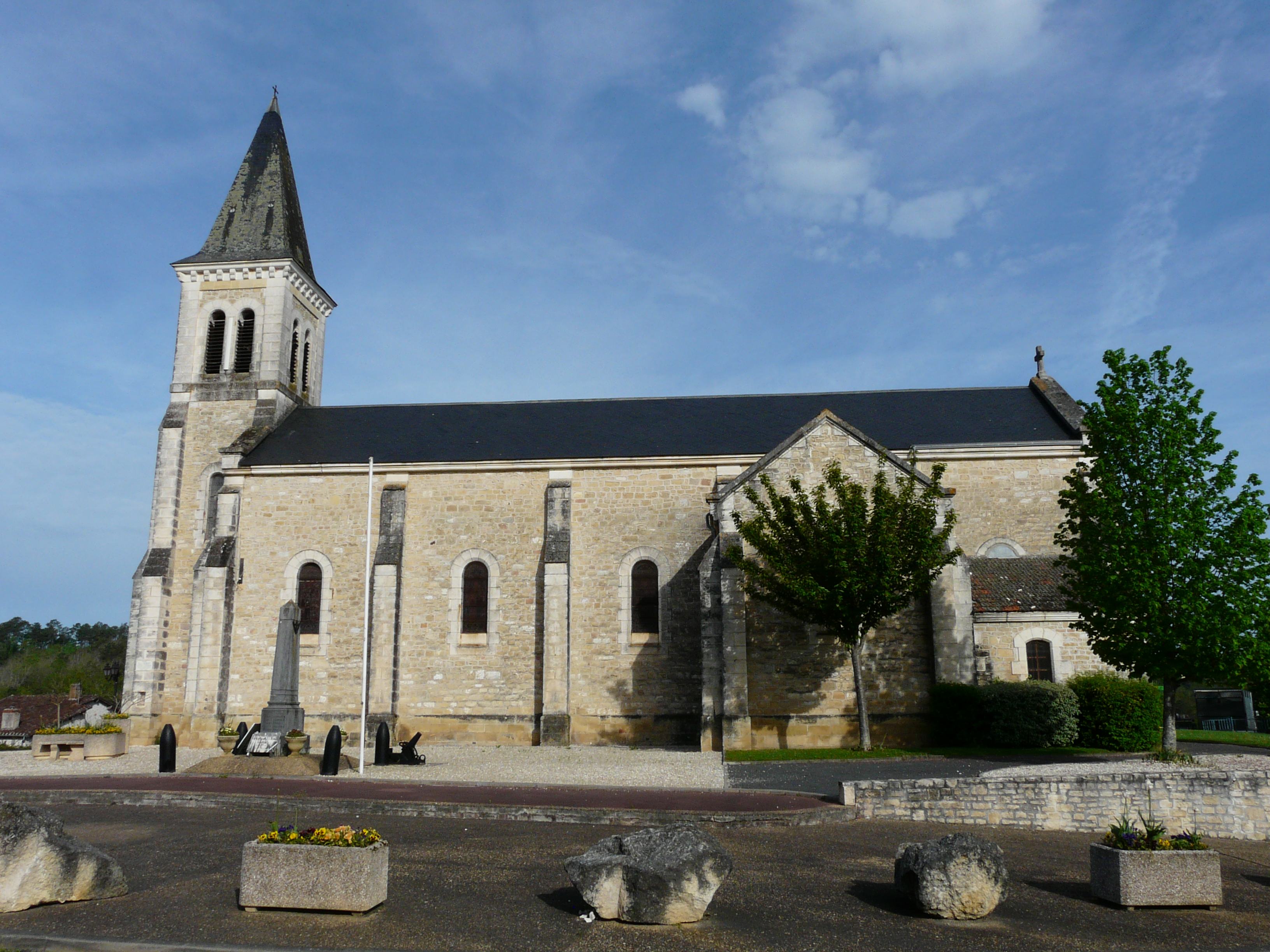
L'église Saint-Gilles.
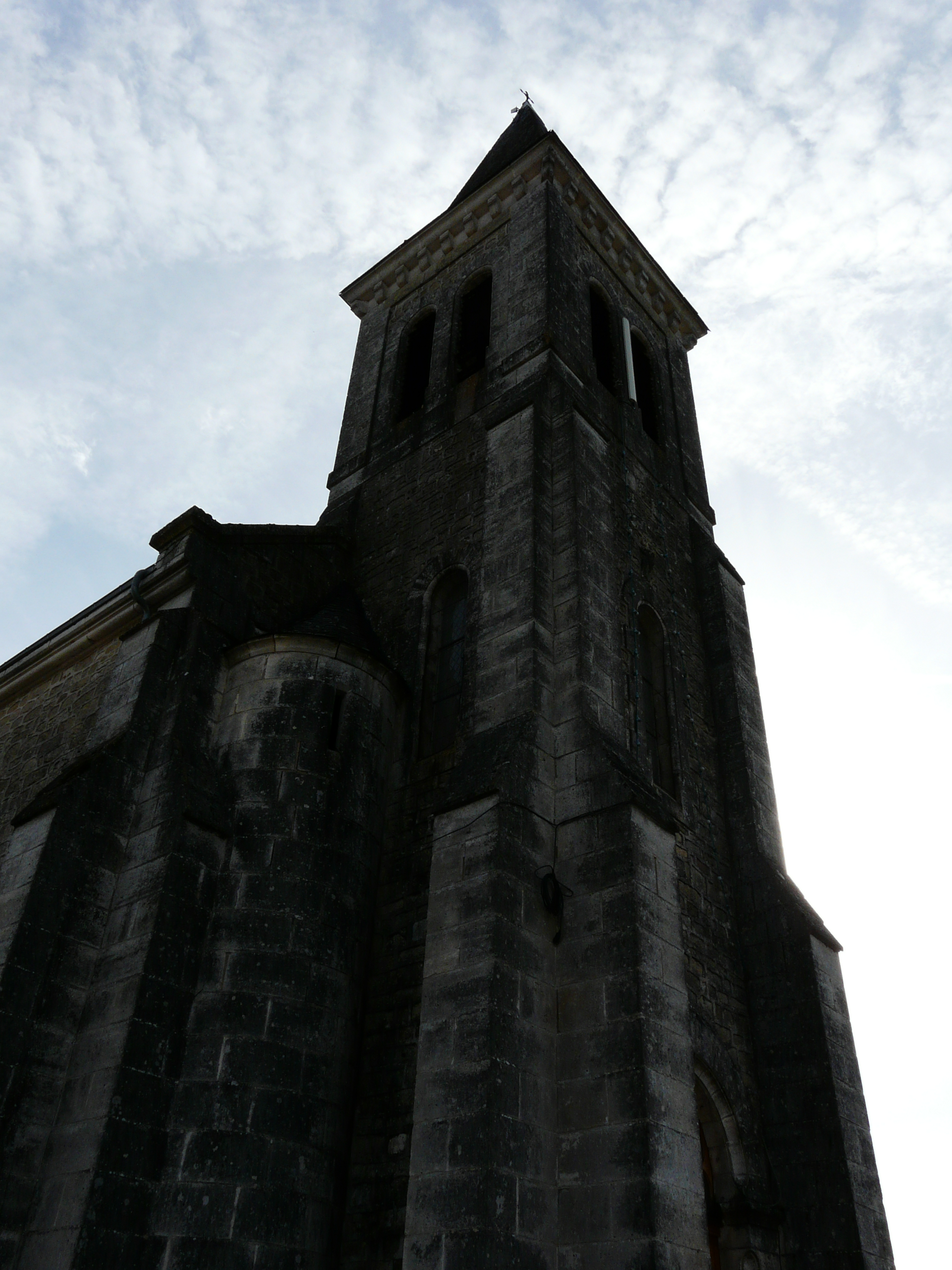
Le clocher.
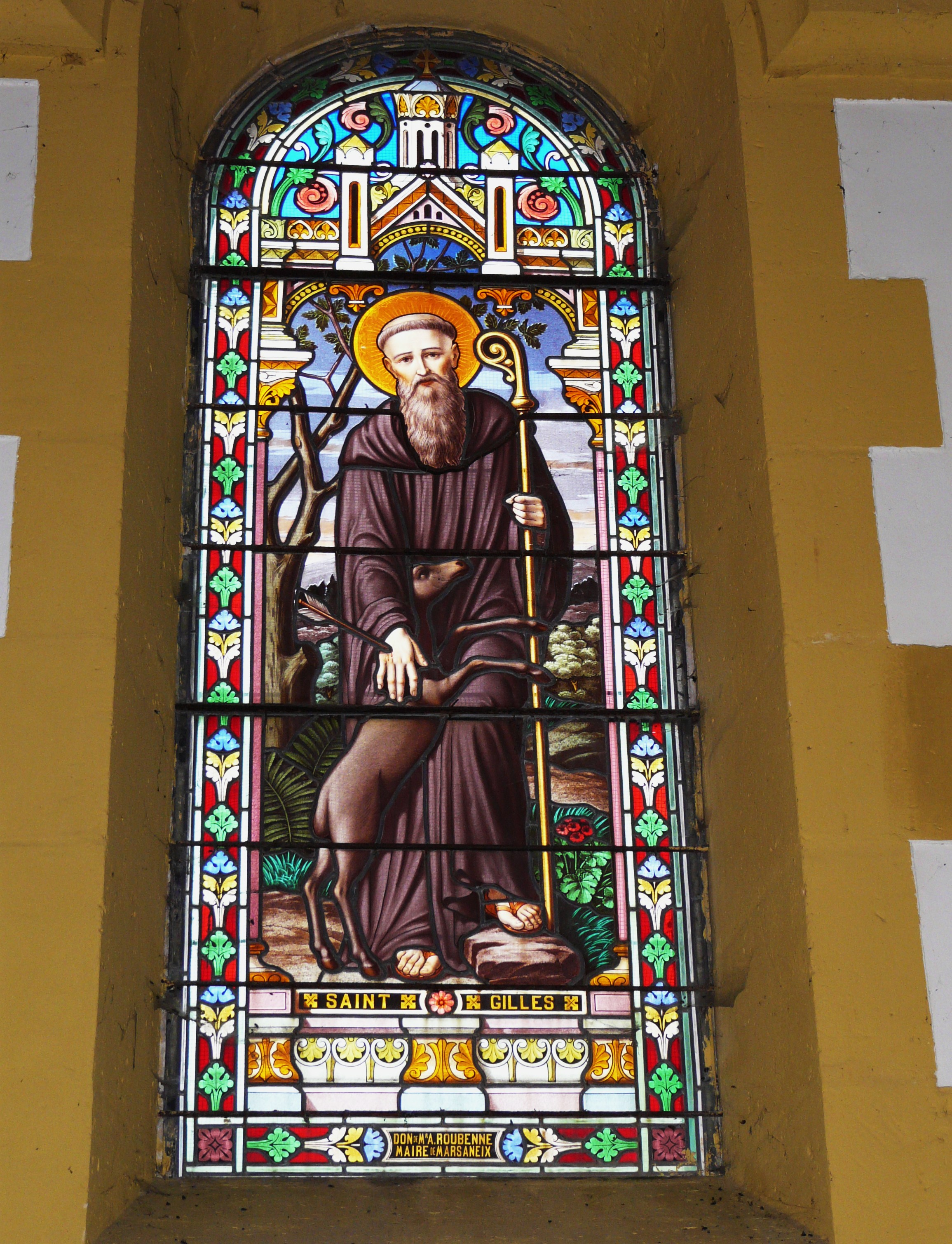
Le vitrail représentant saint Gilles.
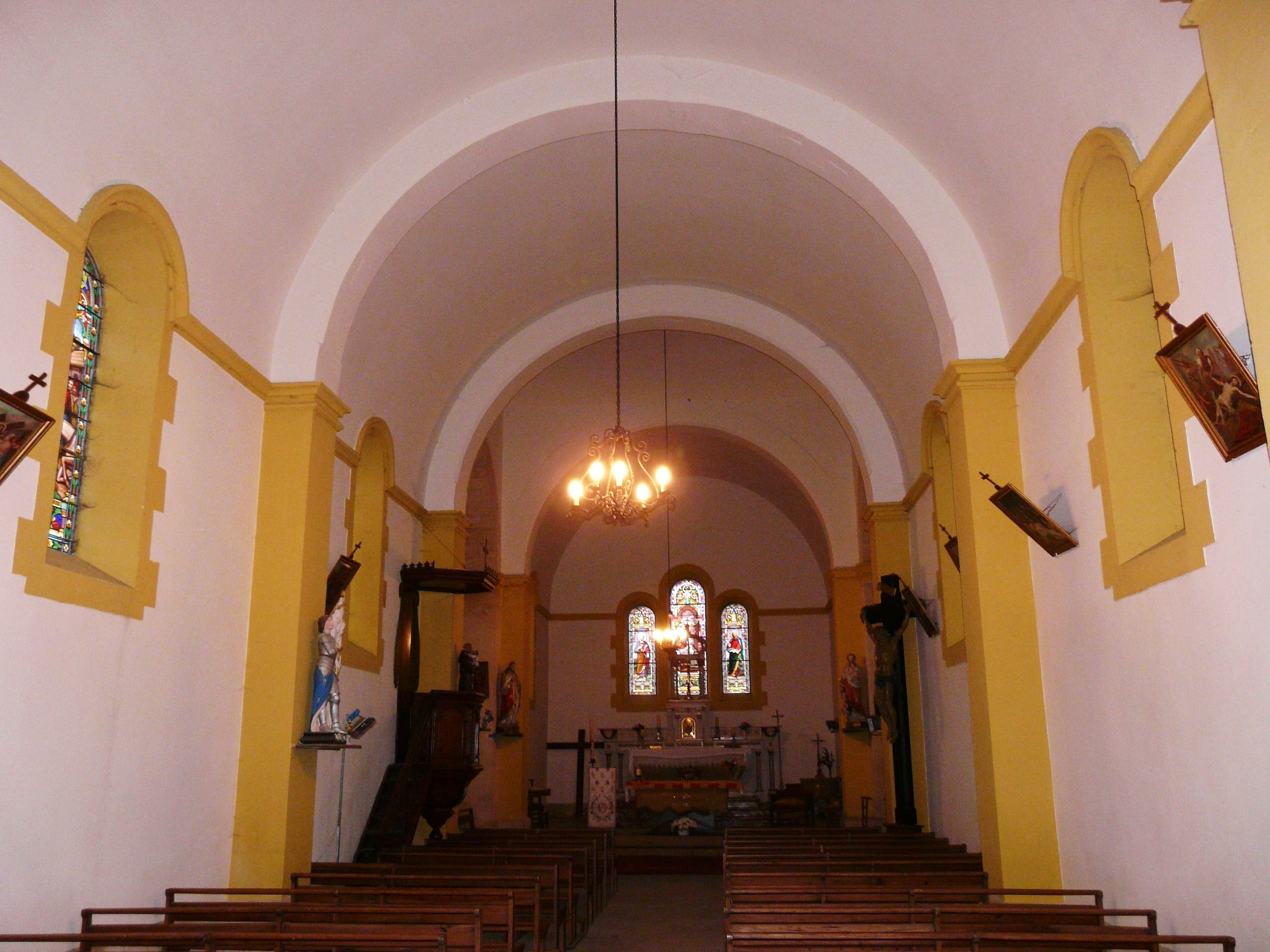
La nef.

### Héraldique
| Blason de Marsaneix | Blason  | D'azur à trois fleurs de lis d'argent; à la bande d'or brochante. Devise2003 - Marsanes - 2003'                    |
| Blason de Marsaneix | Détails | Blason créé en 2003 à partir des armes de la famille Colom (ou Coulomb) qui a eu la paroisse de Marsaneix en fief. |